# Tipula (Yamatotipula) quadrivittata cinifera
Tipula (Yamatotipula) quadrivittata cinifera is een ondersoort van de tweevleugelige Tipula (Yamatotipula) quadrivittata uit de familie langpootmuggen (Tipulidae). De ondersoort komt voor in het Palearctisch gebied.